# Eptatretus cheni
Eptatretus cheni är en ryggsträngsdjursart som först beskrevs av Shen och Tao 1975.  Eptatretus cheni ingår i släktet Eptatretus och familjen pirålar. IUCN kategoriserar arten globalt som sårbar. Inga underarter finns listade i Catalogue of Life.